# 伊東甲子太郎

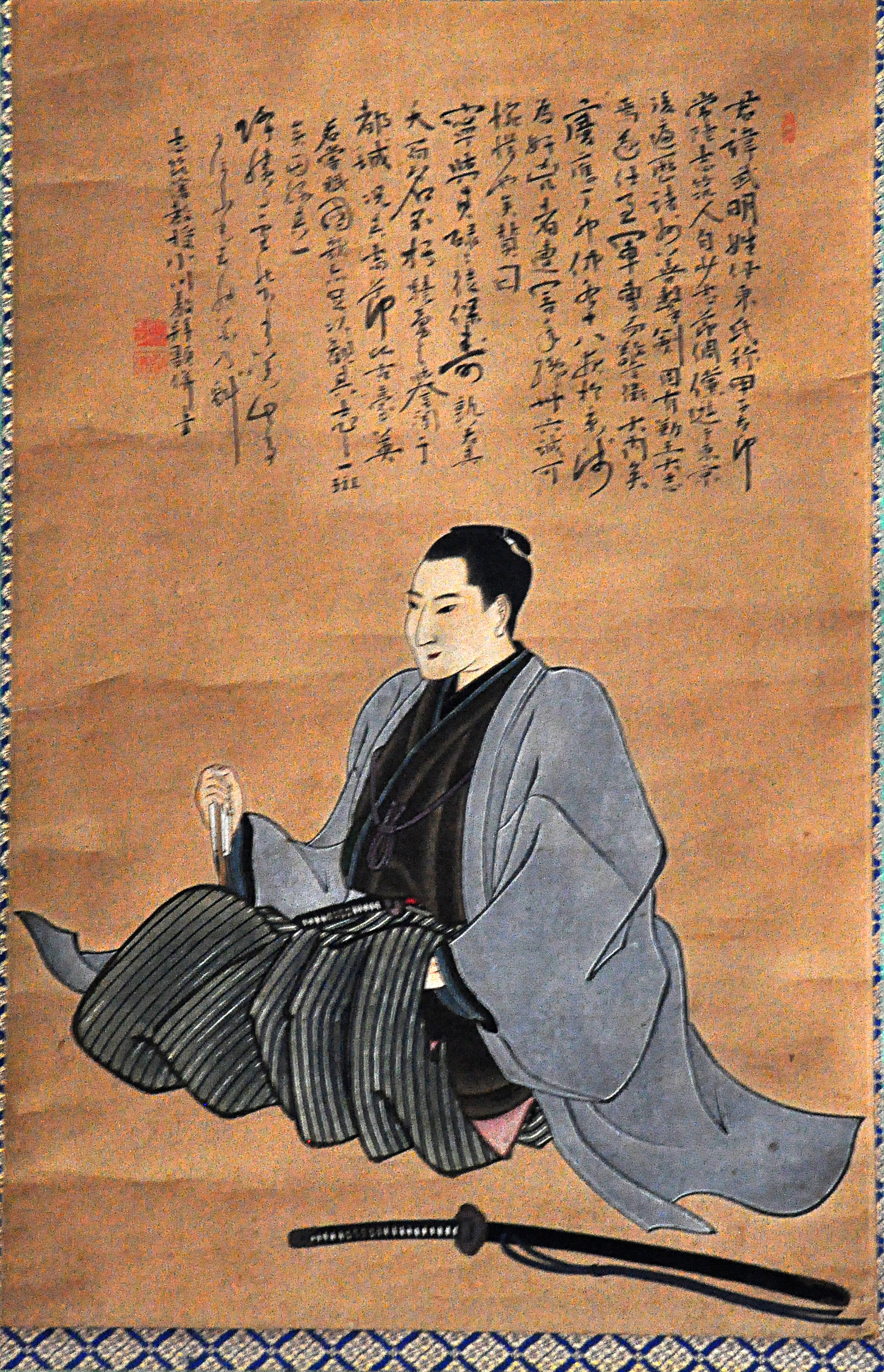
伊東甲子太郎

伊東甲子太郎（いとう かしたろう、天保5年12月3日（1835年1月1日） - 慶應3年11月18日（1867年12月13日）），新選组参謀兼文學師父。後來的御陵衛士（高台寺黨）盟主。諱武明。最初名字為大藏。號誠齋。假名為宇田兵衛。

## 出身
幼名祐之。原名為鈴木大藏。生於常陸志筑藩。是東大橋現（石岡市）私塾「俊塾」校長、鈴木忠明的長男。在念完父親的私塾後，前往水戶並進入金子健四郎的道場。由於在裡面學習神道無念流劍術和水戶學，因此思想傾向勤王。

## 道場
之後，金子到江戶藩邸工作的時候，他跟著前往江戶，在金子隱居以後，跟隨杉山某某，以後進入深川佐賀町北辰一刀流劍術的伊東道場學習。後來受道場主人伊東精一認可，於是收養並招贅他，他因此改姓氏為伊東而被稱為伊東大藏。由於他的努力讓位於深川的道場相當興盛，門徒也急速增加。另依據元治元年8月當時水戶藩戶田銀次郎的隨從的紀錄、他的妻子叫做滿，兩人間生下叫做飯、英的女兒。

## 新選組
元治元年（1864年）10月，經由同門的藤堂平助的介紹而進入了新選組。同年十一月，和弟弟鈴木三樹三郎，朋友篠原泰之進、加納鷲雄、服部武雄、門人內海二郎、中西昇前往京都。這個上洛的元治元年正好是甲子年，因此改名為伊東甲子太郎。
在新選組，因為其文武兼備的才能而且身為伊東道場的道場主人，因此被拔擢参謀兼文学師父，其長相俊美而且能言善道，因此人望也相當高。起初相當受到近藤勇的歡迎、但是土方歲三卻認為他是個心懷異心的策士而對他有所警戒。在山南敬助切腹而死的時候，伊東作了四首和歌來紀念他。
雖然伊東和新選組在攘夷這一點上相當契合，但由於新選組是佐幕派，與以勤王（倒幕）為志向的伊東相反而因此暗中造成雙方產生矛盾（但伊東脫離新選組後，曾向同志學習英語。所以應注意勤王（穩健派）和武力倒幕（激進派）這一點上並不一致）。

## 御陵衛士
慶應3年3月20日，以監視薩摩的動向為名目，伊東從孝明天皇手上接下守護皇陵的任務並脫離新選組。御陵衛士（高台寺黨）因此組成。從新選組組成以來就在隊上的隊士兼第八隊組長藤堂平助也因此脫隊並加入御陵衛士。

慶應3年11月18日，近藤以談論國事為由邀約伊東從他小妾的住家出來並且設計讓他喝醉，然後在他回宅時讓新選組的大石鍬次郎等人暗殺他（油小路事件）。死亡地就在本光寺的門口前。有一說新撰組先從暗處以長槍刺穿伊東的肩、頸後才現身攻擊，伊東雖然拔刀迎戰，但仍在喊出「這個奸賊」後倒下。享年33歲。
暗殺伊東，新選組之所以採取讓他喝醉、讓多數人伏擊、暗中攻擊他等慎重的暗殺手法，這是因為恐懼他身為北辰一刀流劍術道場主人的劍術實力，因此就連近藤和土方也不得不小心翼翼的對付他。
之後新選組將伊東的屍體棄置在油小路上，這是要將那些御陵衛士引誘出來的手法。在御陵衛士們前來收屍時，遭到埋伏的新選組所攻擊並且造成藤堂平助等人被殺害。這時只有御陵衛士的服部武雄一人浴血奮戰讓新選組難以對付，結果服部因為刀被折斷而遭原田左之助所殺。
墓所位於戒光寺（慶應4年3月13日，其他御陵衛士則從光緣寺被改葬於此）。

## 其他
- 伊東位於深川中川町的伊東道場，其塾生以及門下弟子眾多，已達到小旗本程度的規模。
- 慶應3年（1867年）曾向朝廷提出4封建白書。大政奉還後的第3封建白書中，要求以公家中心建立新政府，並以一和同心為口號向天下召募人才，並將畿内的5國劃分為新政府的直轄地，並倡導國民皆兵。另外，第1封建白書中，提倡反對神戶開港，3封中提倡「大開國，大強國」，近似透過積極開國達到富國強兵的思維（但，神戶開港因為違反孝明天皇的遺志而遭其反對。另外據說他遭暗殺時身懷第5封信的草稿，依據同時代記録，該內容與第3封的內容相近，並希望以此說服近藤。當時的第一手資料「鳥取藩慶應丁卯筆記」中，薩摩藩的吉井幸輔（日语：吉井友実）向越前藩的中根雪江（日语：中根雪江）稱這個建議「一個比一個還優秀」）。 松浦玲（日语：松浦玲）評論這份建白書「連德川家也能參與這個政權的内容很接近坂本龍馬的穩健思想，以公家為首並讓畿内5國作為直轄地的點子是非常獨創的意見」。另外市居浩一則指出「傳聞伊東與薩摩通謀一事全是誤會，伊東並沒有與薩摩聯繫的證據，這份建白書的內容也當然與薩摩的武力倒幕派的意見完全不同」。
- 明治後，涉嫌暗殺伊東的相馬主計因此遭流放到新島。
- 大正7年（1918年）受贈從五位，昭和7年（1932年）4月被送入靖國神社接受合祀。
- 其養子鈴木新（兵庫縣巡査）墓所位於神戶市兵庫區的大黑天福海寺。
- 池田屋事件隔年，為了擴大人數而前往江戶召募隊士，回程中在草津住宿，並在旅館的客人名簿中留下「伊藤」的記載[2]。

## 登場作品
小說
- 踏影之鬼 新撰組篠原泰之進日錄（文藝春秋、葉室麟（日语：葉室麟）著）
- 墓守之唄（Kindle、袖岡徹著）

影視劇
- 維新之曲（日语：維新の曲）（1942年、大映、演：春日清）
- 新撰組（1952年、東映、演：小澤榮（日语：小沢栄））
- 新選組鬼隊長（1954年、東映、演：月形龍之介）
- 新選組始末記（日语：新選組始末記#テレビドラマ（1961年））（1961年、TBS、演：御木本伸介）
- 新選組血風錄 近藤勇（1963年、東映、演：安部徹）
- 新選組血風錄（日语：新選組血風録 (テレビドラマ)#1965年版）（1965年、NET、演：原田甲子郎）
- 新選組（1969年、東宝、演：田村高廣）
- 幕末（1970年、東宝、演：中村時之介）
- 燃劍（日语：燃えよ剣#1970年版）（1966年、NET、演：外山高士）
- 沖田總司（1974年、東宝、演：浦山桐郎）
- 新選組始末記（日语：新選組始末記#テレビドラマ（1977年））（1977年、TBS、演：戶浦六宏（日语：戸浦六宏））
- 龍馬來了（日语：竜馬がゆく#1982年版）（1982年、TX、演：住吉道博）
- 壬生戀歌（日语：壬生の恋歌）（1983年、NHK、演：龍崎勝（日语：竜崎勝））
- 燃劍（日语：燃えよ剣#1990年版）（1990年、TX、演：近藤正臣）
- 新選組血風錄（日语：新選組血風録 (テレビドラマ)#1998年版）（1998年、ANB、演：峰岸徹）
- 御法度（1999年、松竹、演：伊武雅刀）
- 壬生義士傳 新選組最強的男人（日语：JA:壬生義士伝#テレビドラマ）（2002年、TX、演：萩原流行）
- 壬生義士傳（日语：JA:壬生義士伝#映画）（2003年、松竹、演：齋藤歩（日语：斎藤歩））
- 新選組！（2004年、NHK大河劇、演：谷原章介）
- 新選組血風錄（日语：新選組血風録 (テレビドラマ)#2011年版）（2011年、NHK-BS、演：鶴見辰吾）
- 燃劍（日语：燃えよ剣#2020年版）（2020年、東寶、演：吉原光夫）
- 幕末相棒傳（日语：相棒_(五十嵐貴久の小説)#テレビドラマ）（2022年、NHK、演：佐藤隆太）

## 備注
1. ↑  「上　拾七番組」播磨新宮池田家記録、東京大學史料編纂所
2. ↑  新選組の忘れ物 キセル入れ見つかる 草津宿本陣 滋賀[永久] - NHK